# Siegfried Haag
Siegfried Haag (15 de marzo de 1945, Aurich) fue un miembro del grupo terrorista alemán Fracción del Ejército Rojo (RAF) y el líder fundamental de la segunda generación de dicha organización.

## Biografía

### Juventud y formación
Después de calificar en 1973, Haag trabajó como abogado en Heidelberg y defendió brevemente a Holger Meins en 1974 y a Andreas Baader en 1975 durante su juicio en Stammheim.

### Actividad terrorista
Haag era conocido como simpatizante de los terroristas de izquierda y los ayudó como abogado defensor ante los tribunales alemanes. En esas ocasiones fungió como mensajero, pasando información entre los diferentes miembros de la RAF. Su participación criminal se hizo más sustancial y en 1975, fue arrestado por sacar armas de contrabando de Suiza, hacia Alemania con la ayuda de Elisabeth Von Dyck y sirvió seis meses en un centro de detención. Al ser liberado se lanzó a la clandestinidad.
 

Haag se hizo un importante miembro de la segunda generación de la RAF y reclutó muchos nuevos miembros. Una vez fue citado diciendo lo siguiente: 
"Si yo soy un General dentro de la Fracción del Ejército Rojo, Baader es un simple Cabo."
Él tomó parte en un número de robos a bancos, estando envuelto en logística y armamentos de la organización. Se piensa que fue crucial su participación en el asalto a la Embajada Alemana en Estocolmo, a pesar de que él mismo no tomó parte. Por un período de tiempo entre 1975 y 1976, Haag recibió entrenamiento en tácticas de Guerrilla Urbana en un campo de adiestramiento en Yemén del Sur, antes de regresar a Alemania Occidental.

### Arresto
En noviembre de 1976, Haag fue arrestado en Hanover cuando la policía lo atrapó conduciendo un vehículo robado. En el vehículo le fueron decomisadas armas y documentos cifrados que revelaban detalles del secuestro de Hanns Martin Schleyer, los cuales fueron descifrados un tiempo después de manera retrospectiva. Con Haag en prisión, el liderazgo del grupo fue asumido por Brigitte Mohnhaupt, a pesar de que las autoridades sospechaban que de alguna manera, Haag estaba enviando órdenes desde la prisión.
En 1979 Haag fue sentenciado a 15 años de prisión por una Corte Judicial de Stuttgart. Fue liberado en 1987, debido a su delicado estado de salud y aparentemente se arrepintió de su vida previa como terrorista. 